# 克莱门森还原反应
克莱门森反应 （Clemmensen还原反应）是在浓盐酸溶液中加热回流，用锌汞齐将醛或酮中的羰基还原为亚甲基的化学反应。
该反应必须在强酸性条件下进行。对酸敏感的羰基化合物不可使用该方法还原，但可考虑采用沃尔夫-凯惜纳-黄鸣龙法，或者先生成缩硫醛或缩硫酮，再用兰尼镍还原。